# Ле Петоман
Ле Петома́н (фр. Le Pétomane), настоящее имя Жозе́ф Пюжо́ль (фр. Joseph Pujol); 1 июня 1857 — 8 августа 1945) — французский метеорист и артист эстрады.
Он был известен своими феноменальным контролем мышц живота, что позволяло ему управлять испусканием кишечных газов. Его сценический псевдоним образован комбинацией французского глагола péter, «испускать газы», с суффиксом -mane (восходящий к др. греч. μανία — страсть, безумие, влечение), который встречается в таких словах, как токсикоман, и может быть переведён как «человек, имеющий страсть к испусканию газов». Его профессия также известна как «флатулист» или «метеорист».

## Биография
Жозеф Пюжоль родился в Марселе. Он был одним из пятерых детей в семье Франсуа (каменщика и скульптора) и Розы Пюжоль. Вскоре после окончания школы c ним произошел странный случай, когда он плавал в море. Он опустил свою голову под воду и задержал дыхание, и неожиданно почувствовал, как ледяной холод проникает в него сзади. Он в страхе выбрался на берег и с удивлением увидел, как вода вытекает из его ануса. Врач заверил его, что беспокоиться не о чём.
Во время службы в армии он рассказал своим сослуживцам о своей необычной способности и неоднократно демонстрировал её для их развлечения, набирая воду в прямую кишку, а затем выпуская струю из ануса на расстояние в несколько ярдов. Он также обнаружил, что может набирать и воздух. Пекарь по профессии, Пюжоль решил попробовать свои силы на сцене и дебютировал в Марселе в 1887 году. После успешного выступления он продолжил карьеру в Париже, где в 1892 выступил в «Мулен Руж».
В некоторые моменты действа он играл вместо флейты через резиновую трубку, вставленную в его задний проход, а также имитировал звуковые эффекты от пушечных залпов и грозы, также воспроизводил Марсельезу. Он мог задувать свечи в нескольких ярдах от себя. Его аудитория включала Эдуарда, принца Уэльского, короля Бельгии Леопольда II и Зигмунда Фрейда.
Сценическая карьера Пюжоля охватывает промежуток с 1887 по 1914 годы. Петоман был самым высокооплачиваемым артистом своего времени — плата за его выступления в «Мулен Руж» доходила до 20 000 франков, что вдвое превышало гонорары Сары Бернар, находившейся на пике своей славы.
Сальвадор Дали называет Петомана величайшим артистом всех времен и сравнивает его с художниками эпохи Возрождения.
Во время Первой мировой войны Пюжоль, пришедший в ужас от реалий войны, ушёл со сцены и вернулся в Марсель. Позже он открыл кондитерскую фабрику в Тулоне. Он умер в 1945 году в возрасте 88 лет и был похоронен на кладбище Ла Валетт в департаменте Вар. Сорбонна предлагала его семье большую сумму денег для изучения его тела после смерти, но члены семьи отвергли это предложение. Судьба артиста легла в основу фильма итальянского режиссёра Паскуале Феста Кампаниле Il petomane (1983), роль Жозефа Пюжоля исполнил актёр Уго Тоньяцци.